# Unicentro Cúcuta
Unicentro es uno de los principales centros comerciales de la ciudad colombiana de Cúcuta. Está ubicado en la intersección de la Avenida Libertadores con Avenida Canal Bogotá. Fue inaugurado el 4 de mayo de 2007. 
Su área total es de 56.307  m², de los cuales 20 407  m² forman parte de la zona comercial, tiene 121 almacenes, cines multiplex, plazoleta de comidas, diversas entidades bancarias y 750 parqueaderos. Su almacén Ancla es el Hipermercado Metro, (Antiguos Carrefour en Colombia). Su eslogan es "Un Mundo Sin Fronteras".

## Mezcla comercial
El centro comercial cuenta con 126 locales o almacenes, su Ancla es el Hipermercado METRO, (antes Carrefour) en Colombia, también se destacan sus cuatro semi-anclas que incluyen: Cines, jugueterías, parque de diversiones y un casino. 
Además cuenta con marcas nacionales e internacionales como: ropa, calzado, calzado deportivo, accesorios de cuero, telecomunicaciones, muebles, dormitorio, ópticas, joyerías, librerías y locales de tecnología.
En la plazoleta de comidas se encuentran, comida italiana, estadounidense, colombiana y china, además de las tradicionales carne y pollo, entre otras. También hay franquicias internacionales de helados, hamburguesas y famosas como Subway, McDonald's, entre otras.
Entidades bancarias como Bancolombia, Banco de Bogotá, Banco Caja Social, Davivienda y Colpatria.

## Historia
Hace alrededor de 25 años el exalcalde de Cúcuta Enrique Cuadros (arquitecto de profesión), adquirió un enorme terreno para construir una urbanización, pero esta no pudo ser llevada a cabo por motivos económicos.
En el 2005 se acercaba la llegada del Tratado de Libre Comercio que traía grandes cosas para Cúcuta, debido a que los empresarios venezolanos estaban construyendo sus industrias en la ciudad para poder exportar hacia Estados Unidos por la exención de impuestos. Este fenómeno generó miles de empleos.
Por lo anterior importantes empresas de importancia nacional como Pedro Gómez y Cia. voltearon su mirada hacia la capital nortedesantandereana y así tomaron la decisión de construir un centro comercial. A Jairo Rincón se le comisionó seleccionar los terrenos en el que sería construido por lo que este se comunicó con elex-Gobernador de Norte de Santander Sergio Entrena para que lo acompañara. 
Desde el momento en que ambos llegaron a la ciudad supieron que el lote que era propiedad del exalcalde de Cúcuta Enrique Cuadros era el adecuado, sin embargo visitaron otros ubicados en la vía a Pamplona, en la vía al municipio venezolano de San Antonio del Táchira, entre otros. Más adelante los dos empresarios se dirigieron a Bogotá con el anhelo de negociar con el exalcalde de Cúcuta, y según lo relata Jairo Rincón el día de su inauguración del centro comercial "la negociación se hizo en media hora".
La estructura de la obra se comenzó a construir a finales de abril de 2006. Al inicio de la obra el exalcalde de la ciudad Ramiro Suárez Corzo hizo presencia en la obra para intimidar a los constructores por la utilización de la zona de cesión pública como campamentos de obra temporales causando zozobra en el personal profesional directivo.
El enorme centro comercial se inauguró el 4 de mayo de 2007 con presencia de los que en esa época fueron el alcalde de Cúcuta Ramiro Suárez Corzo, el gobernador de Norte de Santander Luis Miguel Morelli Navia, el Obispo de Cúcuta Oscar Urbina, los directivos de la Cámara de Comercio de Cúcuta, el gobernador del Estado Táchira (Venezuela), importantes comerciantes de la ciudad que creyeron en el proyecto y diversos medios de comunicación.

## Ampliación
En el año, el Alcalde de Cúcuta Donamaris Ramírez-Paris Lobo anunció que la Constructora Pedro Gómez y Cia (constructora inicial del Centro Comercial) tenía el proyecto para ampliar este complejo comercial sin dar mayores detalles.